# Chang Ch'ün
Chang Ch'ün, Chang Chun o Chang Yueh-chun (en chino tradicional, 張羣; pinyin, Zhāng Qún; 9 de mayo de 1889 - 14 de diciembre de 1990) fue un político nacionalista, Presidente de la República de China entre 1947 y 1948 y un cercano colaborador y amigo de Chiang Kai-shek.
En 1907 fue cadete militar en Tokio y compañero de clase de Chiang Kai-shek. Fueron enviados al regimiento de Takata en Niigata antes de regresar a China para servir a Sun Yat-sen en la Revolución de Xinhai para derrocar a la dinastía Qing en 1911. En este período se formó la amistad de por vida entre Chiang y Chang.
Cuando se estableció la República de China, Chang ocupó varios puestos, incluyendo el de alcalde de Shanghái (1929-1932), gobernador de la provincia de Hubei (1933-1935) y Ministro de Asuntos Exteriores (1935-1937). Luego de la Segunda Guerra Mundial, negoció como miembro del Kuomintang, con el general George Marshall y Chou En-lai, y fue Presidente del Yuan Ejecutivo entre el 23 de abril de 1947 y el 28 de mayo de 1948.
Tras la retirada de los nacionalistas a la isla de Taiwán, se convirtió en Jefe de la Oficina Presidencial y Secretario del Presidente en 1954. Estuvo concentrado en los asuntos exteriores, sobre todo con los de Japón. Fue representante del presidente del país ante varias naciones, incluyendo el Concilio Vaticano II en 1965. En 1972, tuvo una difícil labor en convencer a Japón sobre su decisión de reconocer a la República Popular de China. También en ese año se convierte en asesor del Presidente de la República de China, cargo que ejercería hasta su muerte.
Como miembro de la directiva del Museo del Palacio Nacional, fue un conocido calígrafo, coleccionista y amigo de varios artistas como Chang Dai-chien. 
Falleció a la edad de 101 años de un fallo renal y cardíaco en el Hospital General de Veteranos en Taipéi, el 14 de diciembre de 1990.